# Valeriana zamoranensis
Valeriana zamoranensis là một loài thực vật có hoa trong họ Kim ngân. Loài này được Rzed. & Calderón mô tả khoa học đầu tiên năm 2003.